# Czarna komedia (sztuka)
Czarna komedia (ang. Black Comedy) – jednoaktowa farsa brytyjskiego dramatopisarza Petera Shaffera, po raz pierwszy wystawiona w 1965 roku. Jest jedną z najczęściej grywanych komedii na świecie. Została przełożona na kilkadziesiąt języków.
Komizm Czarnej komedii polega na odwróceniu sytuacji – gdy na scenie gaśnie światło, aktorzy poruszają się swobodnie, a kiedy zapalają się reflektory, wszyscy poruszają się po omacku.
Sztuka ta była wystawiona w wielu teatrach w Polsce oraz w telewizji. Po raz pierwszy została zaprezentowana polskiej publiczności w Starym Teatrze im. Heleny Modrzejewskiej w Krakowie (1968).

## Treść
Do mieszkania młodego rzeźbiarza ma przyjść z wizytą bogaty kolekcjoner dzieł. Artysta „pożycza” pod nieobecność sąsiada jego ekskluzywne meble, aby zrobić dobre wrażenie na milionerze. Gdy przygotowania dobiegają końca, nagle gaśnie światło. Akurat w tym momencie zaczynają napływać goście.

## Postacie
- Brindsley
- Carol
- Panna Furnival
- Pułkownik
- Harold
- Clea
- Schuppanzigh
- Bamberger